# Godzina smoka
Godzina smoka (tytuł oryg. The Hour of the Dragon) – jedyna powieść napisana przez Roberta E. Howarda o przygodach Conana z Cymerii. 
Godzina smoka początkowo ukazywała się w odcinkach na łamach czasopisma Weird Tales (1935-1936), a w wersji książkowej raz pierwszy opublikowana została w 1950 roku.

## Fabuła
Fabuła jest luźno oparta na wcześniejszych opowiadaniach Howarda, a w szczególności na Szkarłatnej cytadeli, z którą dzieli niemal identyczny scenariusz.
Akcja dzieje się, gdy Conan ma około czterdziestu pięciu lat i jest królem Aquilonii. Powstaje wtedy spisek mający na celu obalenie barbarzyńskiego króla niemającego żadnych praw do Aquilońskiego tronu. Pretendenci do władania Hyboryjskim Królestwem przy pomocy Orastesa wskrzeszają Xaltotuna, acherońskiego czarnoksiężnika, używając do tego celu pradawnego artefaktu, Serca Arymana. Xaltotun staje się największym wrogiem Conana, który aby zabić przeciwnika, musi odnaleźć Serce Arymana.